# Attentato di Londra del 3 giugno 2017
L'attentato di Londra del 2017 è stato un attacco terroristico che ha avuto luogo nella capitale britannica il 3 giugno 2017. È stato il terzo attacco terroristico che ha colpito il Regno Unito nel 2017, dopo l'attentato di Manchester del 22 maggio e l'attentato di Londra del 22 marzo.

## Eventi
Secondo la ricostruzione degli eventi, alle 22.08 (ora locale), tre uomini a bordo di un furgoncino Renault bianco noleggiato ad Harold Hill hanno investito alcuni passanti che passeggiavano sul London Bridge per poi schiantarsi contro il Barrowboy and Banker Pub. I tre terroristi, usciti dalla vettura, hanno iniziato ad accoltellare i passanti prima di spostarsi nella zona vicina al Borough Market, affollata di pub, dove hanno continuato ad aggredire civili.
I tre, che indossavano false cinture esplosive, sono stati poi uccisi dalla polizia a colpi di pistola, otto minuti dopo la prima chiamata giunta al servizio di emergenza.

## Gli autori
Uno degli attentatori si chiamava Khuram Butt, di 27 anni; era nato in Pakistan, ma risiedeva a Barking, uno dei quartieri periferici di Londra. Era sposato con figli. Il secondo dei tre era Rachid Redouane, 30 anni, anch'egli residente nel quartiere di Barking. II terzo attentatore era Youssef Zaghba, un ragazzo italo-marocchino di 22 anni, la cui madre era di nazionalità italiana. Nel 2015 era stato bloccato all'aeroporto di Bologna, mentre cercava di prendere un volo diretto a Istanbul con l'obiettivo di raggiungere la Siria.
L'attacco è stato rivendicato dall'ISIS.

## Le vittime
L'attentato ha causato 8 morti (tre francesi, due australiane, un britannico, uno spagnolo e una canadese) e 48 feriti, molti dei quali in gravi condizioni.
| Nazionalità | Morti |
| ----------- | ----- |
| Francia     | 3     |
| Australia   | 2     |
| Regno Unito | 1     |
| Spagna      | 1     |
| Canada      | 1     |
| Totale      | 8     |

## Reazioni
Il sindaco di Londra, Sadiq Khan, apparso in televisione, ha condannato l'attacco subìto. Il presidente russo Vladimir Putin e quello statunitense Donald Trump hanno espresso le loro condoglianze e la loro vicinanza al Regno Unito. Lo stesso hanno fatto il presidente del consiglio italiano, la cancelliera tedesca e il presidente francese.